# Europas økonomi
Europas økonomi består af omkring 748 mio. mennesker fordel tpå 50 lande. Dannelsen af EU og introduktionen af den fælles valuta euro i 1999 bragte de deltagende lande tættere sammen idet men med én møntfød nemmere kunne handle sammen, hvilket har ledt til større europæisk pengestrøm.
EU er ikke et land, men en global unik organisation. Europa "regulerer" også det fælles marked som en enkelt marked. Forskelling på rigdom på tværs af Europa er afspejlet, nogenlunde, som opdelingen af den kolde krog, hvor nogle lande bryder kløften (Grækenland, Estland, Portugal, Slovenien og Tjekkiet). Mens størstedelen af de europæiske nationer har et bruttonationalprodukt per indbygger højere end verdens gennemsnit og er højt udviklede, er nogle af de europæiske økonomier, på trods af deres placering over gennemsnittet på Human Development Index, lavere. Europa har bankaktiver for mere end $50 bio. og og mere end $20 bia. under administration.
I denne artikel refererer "Europa" til udvalgte stater, hvis territorier der kun delvist ligger i Europa, som Tyrkiet, Azerbaijan og Georgia, og stater der geografisk er i Asien men som grænser op til Europa og kulturelt har et fællesskab med dette kontinent som Armenine og Cypern.
Europas største nationaløkonomier for nominel BNP på mere end $1 bio. er:
- Tyskland (ca. $4,3 bio.)
- Storbritannien (ca. $3,2 bio.)
- Frankrig (ca. $3,1 bio.)
- Italien (ca. $2,1 bio.)
- Rusland (ca. $1,7 bio.)
- Spanien (ca. $1,5 bio.)
- Holland (ca. $1,0 bio.)

Andre store europæiske økonomier tæller Schweiz, Polen, Sverige, Belgien, Østrig, Norge, Irland og Danmark. EU genererer omkring 2/3 af Europas GNP med omkring $16 bio.
Samlet set er EU den næstrigeste og den næststørste økonomi i verden efter USA, med omkring $5 bio. i BNP.
Af verdens 500 største virksomheder målt på omsætning (Fortune Global 500 i 2010) havde 184 deres hovedkvarter i Europa. 161 ligger i EU, 15 i Schweiz, 6 i Rusland, 1 i Tyrkiet og 1 i Norge.
Som noteret i 2010 af den spanske sociolog Manuel Castells er levestandarden i Vesteuropa meget høj: "Størstedelen af Vesteuropa nyder stadig den højeste levestandard i verden og i verdens historie."